# Denise Dupont
Pour les articles homonymes, voir Dupont.
Denise Dupont, née le 24 mai 1984 à Glostrup, est une curleuse danoise. Elle est la sœur de la curleuse Madeleine Dupont.

## Carrière
Denise Dupont remporte, aux Championnats du monde de curling, la médaille d'argent en 2007 et la médaille de bronze en 2009.
Aux Championnats d'Europe de curling, elle est médaillée d'argent en 2002 et médaillée de bronze en 2003, 2005, 2008 et 2009.